# 24069 Barbarapener
24069 Barbarapener è un asteroide della fascia principale. Scoperto nel 1999, presenta un'orbita caratterizzata da un semiasse maggiore pari a 2,5414249 UA e da un'eccentricità di 0,0945305, inclinata di 3,67410° rispetto all'eclittica.